# (166944) Seton
(166944) Seton est un astéroïde de la ceinture principale.

## Description
(166944) Seton est un astéroïde de la ceinture principale. Il fut découvert le 25 avril 2003 à l'observatoire Goodricke-Pigott par Pratibha Kumar. Il présente une orbite caractérisée par un demi-grand axe de 2,22 UA, une excentricité de 0,18 et une inclinaison de 8,6° par rapport à l'écliptique.

## Compléments